# Bulgarije op de Olympische Winterspelen 1994
Tijdens de Olympische Winterspelen van 1994, die in Lillehammer (Noorwegen) werden gehouden, nam Bulgarije voor de veertiende keer deel.

## Deelnemers en resultaten
(m) = mannen, (v) = vrouwen 

### Alpineskiën
| Olympiër        | Discipline       | Resultaat | Prestatie                                                        |
| --------------- | ---------------- | --------- | ---------------------------------------------------------------- |
| Petar Ditsjev   | afdaling (m)     | 44e       | 1.51,07 (+5,32)                                                  |
| Petar Ditsjev   | slalom (m)       | dnf-1     | opgave run 1                                                     |
| Petar Ditsjev   | combinatie (m)   | 26e       | 3.28,61 (+11,08) afdaling: 1.42,41 slalom: 1.46,20 (54,97+51,23) |
| Ljoebomir Popov | super g (m)      | 35e       | 1.37,01 (+4,48)                                                  |
| Ljoebomir Popov | reuzenslalom (m) | dnf-1     | opgave run 1                                                     |
| Ljoebomir Popov | slalom (m)       | dnf-1     | opgave run 1                                                     |
| Ljoebomir Popov | combinatie (m)   | 19e       | 3.25,04 (+7,51) afdaling: 1.42,41 slalom: 1.42,63 (52,40+50,23)  |

### Biatlon
| Olympiër                                                                  | Discipline             | Resultaat | Prestatie |
| ------------------------------------------------------------------------- | ---------------------- | --------- | --- |
| Krasimir Videnov                                                          | 10 km (m)              | 31e       | 30.59,3 (+2.52,3) pen.: 1 (0 + 1)                                                                                            |
| Krasimir Videnov                                                          | 20 km (m)              | 60e       | 1:05.21,4 (+8.56,1) pen.: 6 (2 + 1 + 2 + 1)                                                                                  |
|                                                                           |                        |           | |
| Nadezjda Aleksieva                                                        | 15 km (v)              | 47e       | 59.15,0 (+7.08,4) pen.: 3 (0 + 1 + 1 + 1)                                                                                    |
| Jekaterina Dafovska                                                       | 7,5 km (v)             | 29e       | 27.54,4 (+1.45,6) pen.: 1 (0 + 1)                                                                                            |
| Iva Sjkodreva                                                             | 7,5 km (v)             | 11e       | 27.00,6 (+51,8) pen.: 0 (0 + 0)                                                                                              |
| Iva Sjkodreva                                                             | 15 km (v)              | 41e       | 58.48,2 (+6.41,6) pen.: 4 (2 + 0 + 2 + 0)                                                                                    |
| Marija Manolova                                                           | 7,5 km (v)             | 52e       | 29.26,7 (+3.17,9) pen.: 2 (0 + 2)                                                                                            |
| Marija Manolova                                                           | 15 km (v)              | 22e       | 55.58,2 (+3.51,6) pen.: 2 (1 + 1 + 0 + 0)                                                                                    |
| Team Marija Manolova Nadezjda Aleksieva Jekaterina Dafovska Iva Sjkodreva | 4x7,5 km estafette (v) | 13e       | 2:00.16,2 (+12.56,7) pen.: 3 29.33,3 pen.: 0 (0 + 0) 31.47,3 pen.: 2 (1 + 1) 29.26,1 pen.: 1 (1 + 0) 29.29,5 pen.: 0 (0 + 0) |

### Bobsleeën
| Olympiër                             | Discipline                | Resultaat | Prestatie                                       |
| ------------------------------------ | ------------------------- | --------- | ----------------------------------------------- |
| Tsvetozar Viktorov Valentin Atanasov | 2-mansbob (m) Bulgarije I | 25e       | 3.35,81 (+5,00) (53,79 / 53,85 / 54,20 / 53,97) |

### Kunstrijden
| Olympiër             | Discipline | Resultaat | Prestatie                               |
| -------------------- | ---------- | --------- | --------------------------------------- |
| Tsvetelina Abrasjeva | vrouwen    | 24e       | 35,0 p. (korte kür: 22 - lange kür: 24) |

### Langlaufen
| Olympiër           | Discipline                    | Resultaat | Prestatie                              |
| ------------------ | ----------------------------- | --------- | -------------------------------------- |
| Slavtsjo Batinkov  | 10 km klassiek (m)            | 69e       | 28.02,2 (+3.42,1)                      |
| Slavtsjo Batinkov  | 30 km vrije stijl (m)         | 58e       | 1:24.19,4 (+11.53,0)                   |
| Slavtsjo Batinkov  | achtervolging 10 km+15 km (m) | 60e       | +8.38,7 (10 km:28.02 + 15 km:40.45,5)  |
| Iskren Plankov     | 10 km klassiek (m)            | 74e       | 28.39,0 (+4.18,9)                      |
| Iskren Plankov     | achtervolging 10 km+15 km (m) | 67e       | +10.43,7 (10 km:28.39 + 15 km:42.13,5) |
| Petar Zografov     | 10 km klassiek (m)            | 81e       | 29.49,4 (+5.29,3)                      |
| Petar Zografov     | 30 km vrije stijl (m)         | 64e       | 1:27.18,6 (+14.52,2)                   |
| Petar Zografov     | achtervolging 10 km+15 km (m) | 70e       | +11.33,4 (10 km:29.49 + 15 km:41.53,2) |
|                    |                               |           |                                        |
| Irina Nikoeltsjina | 5 km klassiek (v)             | 57e       | 16.41,6 (+2.32,8)                      |
| Irina Nikoeltsjina | 15 km vrije stijl (v)         | 44e       | 47.03,5 (+7.19,0)                      |
| Irina Nikoeltsjina | 30 km klassiek (v)            | 38e       | 1:36.06,3 (+10.24,7)                   |
| Irina Nikoeltsjina | achtervolging 5 km+10 km (v)  | 43e       | +6.08,5 (5 km:16.41 + 10 km:31.05,6)   |

### Rodelen
| Olympiër                          | Discipline | Resultaat | Prestatie                           |
| --------------------------------- | ---------- | --------- | ----------------------------------- |
| Ilko Karatsjolov Ivan Karatsjolov | dubbel     | 19e       | 1.41,763 (+5,043) (50,936 / 50,827) |

### Shorttrack
| Olympiër         | Discipline | Resultaat | Prestatie               |
| ---------------- | ---------- | --------- | ----------------------- |
| Evgenja Radanova | 500 m (v)  | 23e       | dnq, vr 1 (3e): 50,67   |
| Evgenja Radanova | 1000 m (v) | 21e       | dnq, vr 1 (3e): 1.45,67 |

Amerikaanse Maagdeneilanden · Amerikaans-Samoa · Andorra · Argentinië · Armenië · Australië · België · Bermuda · Bosnië en Herzegovina · Brazilië · Bulgarije · Canada · Chili · China · Chinees Taipei · Cyprus · Denemarken · Duitsland · Estland · Fiji · Finland · Frankrijk · Georgië · Griekenland · Groot-Brittannië · Hongarije · IJsland · Israël · Italië · Jamaica · Japan · Kazachstan · Kirgizië · Kroatië · Letland · Liechtenstein · Litouwen · Luxemburg · Mexico · Moldavië · Monaco · Mongolië · Nederland · Nieuw-Zeeland · Noorwegen · Oekraïne · Oezbekistan · Oostenrijk · Polen · Portugal · Puerto Rico · Roemenië · Rusland · San Marino · Senegal · Slovenië · Slowakije · Spanje · Trinidad en Tobago · Tsjechië · Turkije · Verenigde Staten · Wit-Rusland · Zuid-Afrika · Zuid-Korea · Zweden · Zwitserland